# Ува-Туклинское (сельское поселение)
Ува-Тукли́нское — упразднённое муниципальное образование со статусом сельского поселения в составе Увинского района Удмуртии.
Административный центр — село Ува-Тукля.
Образовано в 2005 году в результате реформы местного самоуправления.
Законом Удмуртской Республики от 17.05.2021 № 48-РЗ к 30 мая 2021 года упразднено в связи с преобразованием муниципального района в муниципальный округ.

## Географические данные
Находится на востоке района, граничит:
- на северо с Сям-Можгинским и Поршур-Туклинским сельскими поселениями
- на востоке с Увинским и Чистостемским сельскими поселениями
- на западе и юге с Вавожским районом

По границе поселения протекает река Ува.

## Население
| 2010  | 2012  | 2013  | 2014  | 2015  | 2016  | 2017  |
| ----- | ----- | ----- | ----- | ----- | ----- | ----- |
| 2083  | ↘2076 | ↘2067 | ↘2010 | ↘2003 | ↘1975 | ↗1976 |
| 2018  | 2019  | 2020  |       |       |       |       |
| ↗1993 | ↗2003 | ↘1979 |       |       |       |       |

## Населенные пункты
| Название      | Тип населённого пункта       | Население 2007 год | Почтовый индекс | ОКАТО       |
| ------------- | ---------------------------- | ------------------ | --------------- | ----------- |
| Ува-Тукля     | Село, административный центр | 860                | 427255          | 94244865001 |
| Липовка       | Деревня                      | 12                 | 427256          | 94244865002 |
| Ольховка      | Деревня                      | 142                | 427256          | 94244865003 |
| Рябово        | Деревня                      | 148                | 427256          | 94244865006 |
| Рябово        | Село                         | 970                | 427256          | 94244865005 |
| Старая Чунча  | Деревня                      | 33                 | 427255          | 94244865007 |
| Тимошур-Чунча | Деревня                      | 62                 | 427255          | 94244865008 |

## Экономика
- Участок тепловых сетей МУПЖКХ «Увинское».
- ООО «ФХ Ашихмин А.Н».
- ООО «ФХ Медведев В. П.».
- ООО «Рябово»

## Объекты социальной сферы
- МОУ «Ува-Туклинская средняя общеобразовательная школа»
- МОУ «Рябовская средняя общеобразовательная школа»
- МОУ «Ольховская малокомплектная школа»
- МОУ «Сюровайская школа-сад»
- МДОУ «Ува-Туклинский детский сад»
- МДОУ «Рябовский детский сад»
- 2 библиотеки
- больница
- 3 фельдшерско-акушерских пункта
- 3 клуба